# Radio Patrol
Radio Patrol est un comic strip policier américain créé par le dessinateur Charlie Schmidt et le scénariste Eddie Sullivan et publié sous forme de bande quotidienne à partir d'août 1933 dans le Boston Record sous le nom Pinkerton Jr. À partir du 10 avril 1934, King Features Syndicate la diffuse nationalement sous le nom Radio Patrol. Du 24 novembre 1934 au 20 octobre 1946, la série bénéficie également d'une planche dominicale. Le strip quotidien est quant à lui arrêté le 11 décembre 1950.

Molly.

Créée pour concurrencer Dick Tracy, Radio Patrol met en scène le détective roux Pat, son équipier Sam Sutterin et leurs collègues, tous affrontant avec succès divers criminels. La série fait l'objet à la fin des années 1930 d'une adaptation radiophonique et d'une adaptation cinématographique (en) en douze épisodes (1937) avec Grand Withers dans le rôle-titre.
Radio Patrol a été traduit dans l'hebdomadaire jeunesse français Hop-là ! en 1939 sous le nom Roland Cassecou.